# Grammy Award du meilleur album vocal pop
Le Grammy Award du meilleur album vocal pop (Grammy Award for Best Pop Vocal Album) est une récompense des Grammy Awards.

## Histoire
Décernée en 1968 comme Meilleur album contemporain (Best Contemporary Album) à Sgt. Pepper's Lonely Hearts Club Band des Beatles, la récompense a été abandonnée jusqu'à 1995 où elle a reçu le nom de Meilleur album pop (Best Pop Album). Depuis 2001, elle est appelée Meilleur album vocal pop (Best Pop Vocal Album).

## Lauréats
Liste des lauréats,.

### Années 1960
- 1968 : Sgt. Pepper's Lonely Hearts Club Band des Beatles

### Années 1990
- 1995 : Longing in Their Hearts de Bonnie Raitt
- 1996 : Turbulent Indigo de Joni Mitchell
- 1997 : Falling into You de Céline Dion
- 1998 : Hourglass de James Taylor
- 1999 : Ray of Light de Madonna

### Années 2000
- 2000 : Brand New Day de Sting
- 2001 : Two Against Nature de Steely Dan
- 2002 : Lovers Rock de Sade
- 2003 : Come Away with Me de Norah Jones
- 2004 : Justified de Justin Timberlake
- 2005 : Genius Loves Company de Ray Charles
- 2006 : Breakaway de Kelly Clarkson
- 2007 : Continuum de John Mayer
- 2008 : Back to Black d'Amy Winehouse
- 2009 : Rockferry de Duffy

### Années 2010
- 2010 : The END des Black Eyed Peas
- 2011 : The Fame Monster de Lady Gaga
- 2012 : 21 d'Adele
- 2013 : Stronger de Kelly Clarkson
- 2014 : Unorthodox Jukebox de Bruno Mars
- 2015 : In the Lonely Hour de Sam Smith
- 2016 : 1989 de Taylor Swift
- 2019 : Sweetener de Ariana Grande

### Années 2020
- 2020 : When We All Fall Asleep, Where Do We Go? de Billie Eilish
- 2021 : Future Nostalgia de Dua Lipa
- 2022 : Sour d'Olivia Rodrigo
- 2023 : Harry's House d'Harry Styles
- 2024 : Midnights de Taylor Swift
- 2025 : Short n'Sweet de Sabrina Carpenter